# Phytomyza albiceps
Phytomyza albiceps är en tvåvingeart som beskrevs av Johann Wilhelm Meigen 1830. Phytomyza albiceps ingår i släktet Phytomyza och familjen minerarflugor.
Artens utbredningsområde är Kalifornien. Arten är reproducerande i Sverige. Inga underarter finns listade i Catalogue of Life.